# Grand prix national de l’architecture
Grand Prix National de l’architecture – francuska nagroda przyznawana od 1975 r. przez 20-osobowe jury pod przewodnictwem Ministerstwa Kultury architektowi lub firmie architektonicznej za wybitny wkład w rozwój architektury. Jest najwyższym francuskim wyróżnieniem w dziedzinie architektury.

## Laureaci
- 1975 – Jean Willerval
- 1976 – Roger Taillibert
- 1977 – Paul Andreu; Roland Simounet
- 1978 – Jean Renaudie
- 1979 – Claude Parent
- 1980 – Paul Chemetov
- 1981 – Atelier de Montrouge (Gérard Thurnauer, Pierre Riboulet i Jean-Louis Véret)
- 1982 – Claude Vasconi
- 1983 – Henri Ciriani
- 1984 – Edmond Lay
- 1985 – Michel Andrault i Pierre Parat
- 1986 – Adrien Fainsilber
- 1987 – Jean Nouvel
- 1989 – André Wogenscky; Henri Gaudin (zwycięzca zrzekł się nagrody)
- 1990 – Francis Soler
- 1991 – Christian Hauvette
- 1992 – Christian de Portzamparc
- 1993 – Dominique Perrault
- 1996 – Bernard Tschumi
- 1998 – Jacques Hondelatte
- 1999 – Massimiliano Fuksas
- 2004 – Patrick Berger
- 2006 – Rudy Ricciotti
- 2008 – Anne Lacaton i Jean-Philippe Vassal
- 2010 – Frédéric Borel
- 2013 – Marc Barani
- 2016 – Jean-Marc Ibos, Myrto Vitart